# Le Pipeau
Le Pipeau est une nouvelle de dix pages d’Anton Tchekhov, parue en 1887.

## Historique
Le Pipeau est initialement publié dans la revue russe Temps nouveaux, numéro 4130, du 29 août 1887, sous le pseudonyme An.Tchekhov.

## Résumé
Méliton Chichkine chasse dans les bois. Il entend un pipeau. C'est Luka le Pauvre qui garde son troupeau. Commence un échange entre les deux hommes où ils constatent que tout va de mal en pis : il n'y a plus de gibier, plus de poisson dans les rivières, plus d'eau dans les rivières, les forêts dépérissent, les paysans ne valent plus rien, le caractère de la jeunesse, les mauvaises récoltes.
Est-ce parce qu’ils sont vieux ?

## Édition française
- Le Pipeau, traduit par Édouard Parayre, Éditions Gallimard, Bibliothèque de la Pléiade, 1970  (ISBN 2-07-010550-4)